# Грб општине Рума
Грб Руме усвојен је 2003. године и од тад је симбол ове општине. Грб има три нивоа (мали, средњи и велики), и представља историјски симбол овог насељеног места уз мале измене.

## Историјат грба Руме
Доступни извори при помену првог грба Руме углавном наводе 1749. годину. Првог јануара те године, свега неколико година од оснивања, почетка изградње и насељавања Нове Руме, власник поседа и утемељивач насеља, властелин барон Марко Пејачевић тадашњим становницима издао је тзв. Слободницу у циљу тачног регулисања односа, права и обавеза, слободних грађана и феудалца. Између осталог, у једној тачки овог важног документа, наводи се:
Као и друга слободна трговишта или градови, Рума добија свој грб и печат.
Међутим, није нађен ниједан званични извор којим се потврђује додела овог официјелног заштитног знака.
У Занатлијској повељи издатој од стране царске канцеларије у Бечу 1819. године, седамдесет година након наводног датума стицања грба, званични царски хералдички ауторитет као да није познавао грб Руме. Наиме, у Повељи аустријског цара Фрање II, централно место заузима представа благо измењеног грба грофова Пејачевића, а грб Руме не постоји, а било би очекивано да се у описаној композицији појави грб Руме уколико он постоји. Уметник није уопште знао за постојање грба Руме јер га, по свему судећи, није било у царском каталогу – грбовнику.
У композицији грба Руме употребљени су различити, већ постојећи, познати хералдички елементи. Централни мотив, крунисани стуб, преузет је из грба породице Пејачевић. Измена се састоји у тростепеном закривљеном постаменту централног стуба на грбу Руме, којим је замењен једностепени са властелинског грба Пејачевића. На врху стуба смештена је веома сумарно назначена, фрагментована круна непрецизно дефинисане боје из које израста патријаршијски крст, инкорпориран са грба Угарске. Две шестокраке звезде лоциране у средњој зони штита, са леве и десне стране, могу представљати припадност Славонском краљевству у оквиру Хабзбуршке монархије, које има такву звезду у свом грбу, као и низ вароши са овог подручја, као на пример Чаковец, Ђаково, Крижевци, итд. Посебни елемсти румског грба су: две руке савијене у лакту, заврнутих рукава и откривених подлактица (у ранијим варијантама руке врше функцију држача златне властелинске круне а у каснијим, салутирају шакама oпружених, састављених прстију са одвојеним палцем); иницијали у две колоне, лево и десно дуж стуба: IHS и EOR (In Hoc Signo Evadet Opiddum Ruma, илити на српском У овом знаку ће напредовати град Рума) и посебно, мотив три водотока - румска потока.
Боје историјског грба Руме делимично су документоване у „Статуту аутономног и повељеног трговишта Руме о уређењу трговиштне управе“ из 1884. године:
Грб је овога изгледа: Мрко поље које три потока (сребрне боје) и то румски, јеленачки и кудошки пресиецају; на сриеди је дупли крст сиве боје, над којим двије руке златну круну држе. Уз крст (с’ десна и с’ лиева по три слова) поређани су инитиали I H S E O R што изражава: „In hoc signo evadet opidum Ruma“. Испод ових почетних словах налази се с’ десна и с’ лиева по једна звиездица.
Боја осталих елемената: стуба (који није ни наведен) и руку овде није одређена, па је засигурно коришћена произвољно - од прилике до прилике.
Знатно касније, у другој половини тридесетих година 20. века, појавиле су се другачије верзије историјског грба Руме. Једноставан штит интензивне плаве боје (ултрамарин) био је без круне, са централним златно крунисаним стубом и златним патријаршијским крстом, са две руке заврнутих рукава у пози поздрава на обе стране вршне зоне и пет таласастих хоризонталних поља, наизменично беле и зелене боје, у подножној зони.

## Амблем у доба комунизма
Иако се ови амблеми уобичајено називају грбовима, углавном нису прави грбови јер не прате хералдичка правила. Сврха усвајања таквих амблема од стране комунистичких режима била је да се на симболичком плану направи отклон од традиционалних облика европске хералдике. А неколико деценија од доласка комунизма, током 1986. године, стигла је и Рума до новог обележја. После неуспелог конкурса, општинска комисија одабрала је академског графичара и сликара, професора Академије примењених уметности у Београду, Румљанина Бранислава Макеша, да изради заштитни знак Руми. Он је изјавио следеће:
Размишљајући о новом грбу који ми је поверен на пројектовање такође сматрам да ова три водотока (нама Румљанима драга потока: кудошки, борковачки и јеленачки) нађу места и у новом грбу да тако сачувамо оно што се сачувати може.
Одлучује се за штит с обликом „карикираног тарча“, подељен хоризонтално на три дела. Вршну зону обележава лук који повезује леви и десни горњи угао штита и означава 45. географски упоредник. Изнад њега је шематски приказ сунца и класа жита. У средњој зони је: у десном кантону звезда петокрака а у левом зупчаник. У подножној зони су валовитим линијама – једном ужом и три широко заталасане паралелне линије, представљени потоци. На крају концизног описа, Макеш прецизира распоред боја: потоци и небо – плаво, земља – зелено, сунце – жуто и петокрака – црвено.
Предлог грба професора Макеша прихваћен је од стране општине са потпуним одобравањем и без примедби јер је испуњавао најважнија очекивања – симболима историјског тренутка, социјалистичког поретка и локалног друштвеног напретка кроз основне делатности: пољопривреду и индустријализацију.
Међутим, ускоро долази до пада комунизма, и српска хералдика враћа се на велика врата.

## Савремени грб Руме
Године 2003. општина Рума затражила је од Српског хералдичког друштва да предложи решење грба и заставе по свим хералдичим правилима српске хералдике. Општина Рума заузела је полазни став да треба задржати елементе историјског грба. Територијална комисија Српског хералдичког друштва је изразила мишљење да историјском грбу као основном треба додати параферналије виших нивоа примене (Средњи и Велики грб). Током маја исте године дефинисан је коначан елаборат нацрта решења организованог у три нивоа са прецизним блазонима и достављен на разматрање и усвајање општинској Комисији установљеној за ту сврху:
Мали грб: Сниженим таласастим резом раздељен штит (наглашено барокне форме). Горе у плавом, из бокова штита израстају две природне голе руке испружених дланова које се сусрећу у позицији у близини шеврона, одевене у црвене рукаве до лаката. Испод сваке руке је по једна златна шестокрака звезда а доле пет пута таласасто раздељене сребрне и зелене уске површине (румски потоци). Преко свега смештен је сребрни стуб уздигнут на три степеника исте боје. На врху стуба је отворена златна круна из које излази златни патријаршијски крст. С обе стране стуба, на плавом делу штита по вертикали, исписано је сребрним словима ISO десно и HER лево.
Средњи грб: Опис идентичан као мали грб, са додатком: Штит је крунисан златном бедемском круном и са три стране обухваћен гранчицама „јесењег“ (златног) гинка (Ginko biloba).
Кад је реч о великом грбу, он је имао две варијанте.
Прва варијанта: Опис идентичан као б) сем гинка и са додатком: Држачи штита су два раздељена водена јелена, у горњем делу представљени природно, се златним роговима, а у доњем златно. Поред њих пободено је у тло по једно природно златом оковано копље са кога се у поље вије златним ресама опточен стег Србије (десно) и Општине Рума (лево). Постамент је травом обрастао благо заталасан предео.
Друга варијанта: Опис идентичан као б) сем гинка и са додатком: Држачи штита су: десно – св. Никола, епископ Мире ликијске, природног инкарната, седе косе и браде, са златним ореолом, одевен у епископски орнат; десном руком благосиља крстом а левом држи, прислоњено на груди, Јевађеље; и лево – св. Флоријан, природног инкарната и проседе браде, одевен у сребрни оклоп, зелену тунику и огрнут црвеним плаштом, са сребрним шлемом црвене перјанице и мачем у корицама који држи у левој руци. Постамент је златном травом обрастао благо заталасан предео.
Подваријанта друге варијанте садржи измењену, донекле смирену барокну форму штита и другачије колорисане делове орната св. Николе.
Општинска комисија је једногласно дала сагласност на предлог Малог и Средњег грба. По питању Великог грба чланови комисије су се различито изјаснили што је резултирало одлагањем коначне одлуке. Нешто касније, на седници ИО СО Рума, одборници су одабрали најрепрезентативнији, велики грб са морским јеленима као чуварима штита.